# 学校法人織田学園
学校法人織田学園（がっこうほうじんおだがくえん）とは、東京都中野区に所在する複数の専修学校、認定こども園、認可保育所を運営する学校法人。理事長は鈴木貴子。

## 概要
2023年現在、4つの専門学校と1つの高等専修学校、1つの認定こども園と1つの認可保育所を運営している。
専門学校ではアパレル産業や外食産業、各種メーカーなどと提携した産学コラボ企画や、国内外の研修等を通じて調査したニーズを反映した専門教育を行い、衣・食のクリエーターを育成している。
文化服装学院連鎖校である。

## 沿革
- 1947年（昭和22年）「文化洋裁教室」を創設。(織田ファッション専門学校の前身)
- 1949年（昭和24年）東京都の認可校として認可。
- 1957年（昭和32年）「織田文化服装学院」（文化服装学院連鎖校）に改称。
- 1959年（昭和34年）和裁科を独立し、「織田きもの学院」(織田きもの専門学校の前身)として発足。
- 1965年（昭和40年）「学校法人織田学園」として認可される。
- 1968年（昭和43年）織田調理師専門学校を新たに開校。
- 1976年（昭和51年）東京都多摩市に「おだ学園幼稚園」を開園。
- 1980年（昭和55年）織田文化服装学院を「織田服飾デザイン専門学校」へ、織田きもの学院を織田きもの専門学校へ改称し、それぞれ専門学校に昇格。
- 1982年（昭和57年）織田栄養専門学校を開校。
- 1984年（昭和59年）織田服飾デザイン専門学校とフランスのエコール・ド・ラ・シャンブル・サンディカル・ド・ラ・クチュール・パリジェンヌ校が姉妹校提携。
- 1988年（昭和63年）織田服飾デザイン専門学校を「織田デザイン専門学校」へ改称。
- 1997年（平成9年）高円寺に「織田福祉専門学校」を開校。中野に織田製菓専門学校を開校。
- 2002年（平成14年）東京都多摩市に東京都認証保育所「おだっこ園」を開園。
- 2008年（平成20年）織田デザイン専門学校を「織田ファッション専門学校」へ改称。
- 2010年（平成22年）おだ学園幼稚園の新園舎が多摩市落合に竣工。移転と併せて併設の東京都認証保育所おだっこ園と合併し「おだ認定こども園」として認可、改称。織田福祉専門学校廃校。
- 2021年（令和3年）東京都多摩市に「おだ学園保育園」を開所。織田栄養専門学校廃校。
- 2023年（令和5年）「織田学園中野高等専修学校」を開校。

## 所在地
〒164-0001 東京都中野区中野5-32-8

## 設置校

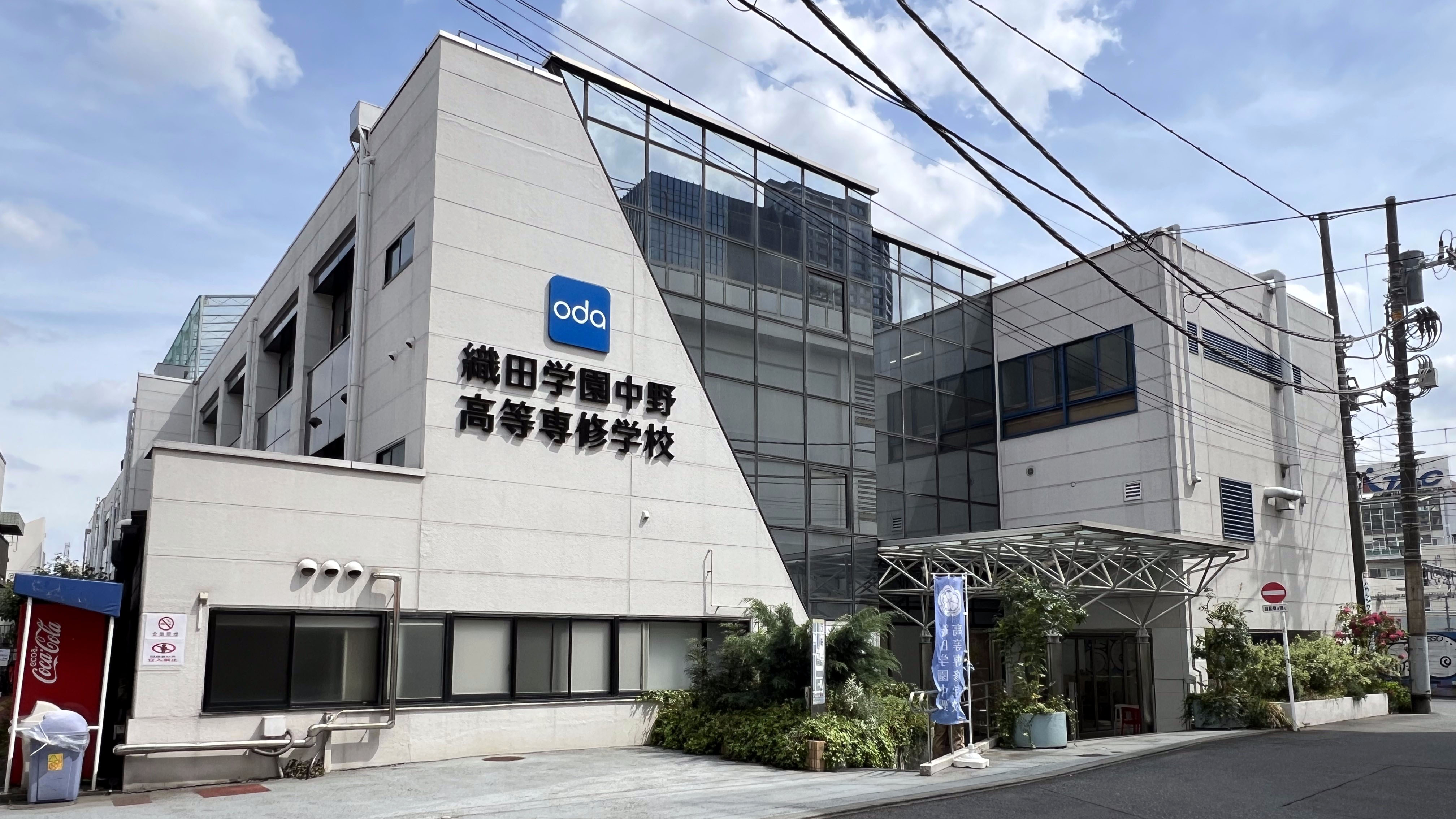
織田学園中野高等専修学校

- 織田ファッション専門学校
- 織田きもの専門学校
- 織田調理師専門学校
- 織田製菓専門学校
- 織田学園中野高等専修学校

## 設置園
- おだ認定こども園
- おだ学園保育園

## その他
織田きもの専門学校と織田ファッション専門学校では、恒例行事として、着物・洋服を縫う際に曲がった針を労（）う「針供養祭」を開催する。同祭では、神主が玉串を奉納した後、生徒が使えなくなった針を豆腐に刺して供養する。

また、織田製菓専門学校では校舎に併設した店舗スペースを利用して、学生が製造販売実習を行う店舗「パティスリーオダ」を定期的に運営している。

NHK大河ドラマ山河燃ゆの衣裳の他、多数の映画、TVドラマ等の衣裳制作に関わったとする資料も存在する。